# 154-я морская стрелковая бригада
154-я морская стрелковая бригада — воинское соединение СССР в Великой Отечественной войне.
Сокращённое наименование — 154 оморсбр.

## История бригады
Свою историю эта часть ведёт с октября 1941 года, когда приказом военного совета Московской зоны обороны № 09оп от 23 октября 1941 года, был сформирован 1-й Московский отдельный отряд моряков. В состав отряда вошли: батальон внутренней охраны Наркомата ВМФ, батальон Московского флотского экипажа, гвардейский флотский дивизион РС, дивизион моряков ПТО, мотоциклетный батальон и танковая рота (14 танков разных марок). Формирование отряда проходило в Лихоборах, зданиях школ № 212 и 201, а с 25 октября в Пролетарских казармах.
1-й Московский отдельный отряд моряков, в составе двух батальонов, участвовал в параде на Красной площади 7 ноября 1941 года.
17 ноября 1941 года бригадный комиссар Н. В. Звягин, от имени Народного комиссара ВМФ вручил отряду Военно-морской флаг.
3 декабря по приказу штаба Московской зоны обороны отряд занял оборону на участке Ликино — Ванино — Давидково — Осоргино — Постниково, с тем чтобы не допустить прорыва противника к Москве в этом районе. 11 декабря, в связи с переходом войск Западного фронта в контрнаступление отряд был снят с оборонительного рубежа и отправлен в Москву.
На основании директивы командующего войсками Московского военного округа № 00393 от 28 декабря 1941 года отряд был переименован в 166-ю отдельную бригаду морской пехоты. Из прежнего состава отряда были отчислены гвардейский флотский дивизион «РС», мотоциклетный батальон, танковая рота и батарея 85-мм орудий. Бригада получила пополнение 2100 человек.
Директивой штаба Московского военного округа № 0030 от 5 января 1942 года 166-я отдельная бригада морской пехоты переименована в 154-ю отдельную морскую стрелковую бригаду и 19 января направлена в состав 3-й ударной армии, Северо-Западного фронта. 

## Участие в боевых действиях
Период вхождения в действующую армию: 5 января 1942 года — 1 марта 1943 года.
29 января 1942 года 154-я морская стрелковая бригада сражалась под городом Холм.
Бригада под командованием полковника А. М. Смирнова в составе 2-го корпуса, продвигаясь в тяжелейших условиях бездорожья, к концу февраля 1942 г. вышла на подступы к г. Холм и замкнула кольцо окружения в районе Демянска семи дивизий противника. В ночь на 21 февраля она повела наступление на д. Избитово. К утру 21 февраля населённый пункт и важные опорные пункты в обороне противника были взяты, и кольцо окружения вокруг демянской группировки врага сомкнулось. Пройдя форсированным маршем 250 км, бригада с ходу вступила в бой в районе д. Залучье Ленинградской области. Шли в тыл врага по лесу, без дорог. Машины и орудия тащили на себе. Иногда по два-три дня были без пищи… После восьмидневных боёв освободили 5 деревень, захватили 30 автомашин, 4 трактора, 8 миномётов. Сбили 8 самолётов и уничтожили до 800 фашистов. В боях по ликвидации немецкого «Демянского котла» у д. Цемена бригада потеряла почти целый батальон, но задачу свою батальон выполнил, выбив немцев из деревни.
 «Секретарь партийного бюро 1-го батальона 154-й бригады мичман С. Н. Васильев в ходе контрнаступления возглавил роту моряков-лыжников. Когда рота подошла к простреливаемому фашистами открытому полю, мичман поднялся во весь рост и с криком „За Родину!“ повёл роту в атаку. За ней ринулся и весь батальон. Получив две раны в рукопашной схватке за первую траншею врага, мичман Васильев остался в строю и с десятью моряками, преследуя гитлеровцев, с ходу ворвался во вторую траншею. В тот день, закончившийся взятием д. Верхняя Сосновка, отважный моряк уничтожил из автомата и гранатами 25 гитлеровцев. Но в последние минуты мичман получил третье ранение — смертельное. Родина высоко оценила подвиг своего сына коммуниста С. Н. Васильева, посмертно присвоив ему звание Героя Советского Союза». 
В марте 1942 года бригада воевала в районе Старой Руссы.
К 3 июля 1942 года бригада погрузилась в городе Осташков Калининской области и отбыла на Северо-Кавказский фронт. С 19 июля бригада вела боевые действия на правом берегу Дона.
19 июля 1942 года 154-я омсбр совместно с 66-й морбригадой, с 214-й и 229-й стрелковыми дивизиями заняли оборону на рубеже Тормосин, Цимла. Первый бой моряки приняли 23 июля 1942 г., когда в направлении хутора Белявского двинулся передовой отряд старшего лейтенанта А. А. Журина и политрука В. А. Богайчука. Отряду была придана рота автоматчиков, три противотанковых орудия, миномётный взвод и отделение противотанковых ружей. Против моряков фашисты бросили два батальона пехоты и эскадрон кавалерии. Моряки выиграли первую схватку. Гитлеровцы потеряли около сотни солдат и офицеров. Отряд А. А. Журина отошёл к основным силам бригады.
26 июля, собрав мощный ударный кулак, гитлеровцы прорвали оборону 229-й стрелковой дивизии и устремились к реке Чир. Авиация противника наносила сильные удары по скоплениям наших войск и по переправам через Чир и Дон. 214-я стрелковая дивизия, 66-я и 154-я морбригады продолжали обороняться.
Превосходство в силах и огневых средствах было у противника. Поэтому командарм приказал командиру 154-й бригады в ночь на 27 июля обеспечить переправу частей 214-й стрелковой дивизии, 154-й омсбр и танковой бригады в районе станицы Суворовской. Прикрытие осуществляли первый и второй батальоны под командованием старшего лейтенанта А. М. Дорофеичева и капитана Т. Н. Близняка. Пять суток шли упорные бои. Гитлеровцы бросили против них до 1500 фашистов.
В ходе боёв за Дон моряки 154-й омсбр уничтожили до 3500 фашистов, 2 артиллерийские и 3 миномётные батареи, 20 пулемётов, 7 наблюдательных пунктов, 3 продсклада, взорвали мост. Когда подошла очередь переправляться первому и второму батальонам 154-й морбригады, в качестве заслона против немцев был оставлен взвод автоматчиков под командованием главстаршины В. А. Потапова. Во взводе находилось всего 10 моряков, большинство из них уже были ранены. Однако они стойко и дерзко дрались с фашистами, в упор расстреливали пехоту противника.

Начальник политотдела 64-й армии докладывал:

" Военному совету 64-й армии о представлении 154 МСБР к званию гвардейской. Бойцы-моряки, командиры и политработники 154-й морской стрелковой бригады на всем протяжении своей борьбы против фашистских захватчиков показали образцы героизма, смелости и отваги. При любых условиях они принимали бой и беспощадно громили врага…. Особенно хорошо вели себя моряки в боях на берегах Дона. С 25 по 31 июля 1942 г. они уничтожили около 3 тыс.гитлеровцев. Во время этих боёв моряки, проявляя высокую стойкость, громили во много раз превосходящие силы врага…. ".
— Х. Х. Камалов. Морская пехота в боях за Родину. — М. : Воениздат, 1983. — С. 122. — 221 с.
В течение 1942 г. шли упорные бои против танков и пехоты 4-й танковой армии Гота, повёрнутой Гитлером с кавказского направления на Сталинград.
 «В эти дни, в районе хутора Верхнекумский 154-я морбригада мужественно защищала рубеж на речке Аксай. Здесь отличилась рота старшего лейтенанта И. Н. Рубана. Используя пересечённую местность, Иван Рубан так расположил три взвода своей роты, что в случае наступления немцев вдоль балки они попадали в огненный мешок. Рубан приказал командиру взвода старшине А. Петрову постепенно ввести взвод в балку. Другие два взвода Рубан расположил на боковых окраинах балки. Сам Рубан план свой осуществил блестяще. Когда гитлеровцы ворвались в балку, моряки стали их с трёх сторон поливать огнём из автоматов, пулемётов и орудий. Противник потерял две роты пехоты и семь танков. Сам Иван Рубан уничтожил вражеский пулемёт и несколько немцев. За этот подвиг И. Н. Рубан был награждён орденом Александра Невского № 1». 
Наступило 30 августа 1942 г. — тяжёлый и страшный день. 154-я морская стрелковая бригада занимала оборону в районе села Зеты — станция Тингута. Ей пришлось вступить в единоборство с 48-м танковым корпусом немцев.
Учитывая превосходство врага, командующий 64-й армией приказал отойти на новый рубеж. Однако комбриг 154-й омсбр А. М. Смирнов этого приказа не получил. С утра 30 августа 1942 г. немцы рассекли оборону 154-й бригады. Фашистские танки и мотопехота беспрерывно атаковали позиции, но каждый раз откатывались назад.
12 часов шёл этот бой. Бригада потеряла 80 % личного состава, уничтожив более 800 фашистов и 18 танков. Однако силы были неравные. В конце концов фашистам удалось пройти через боевые порядки бригады.
На отход не было приказа, а самовольно отойти с позиции 154-я бригада не могла. Вырвавшиеся 30 августа из окружения остатки 154-й мсбр были вновь быстро доукомплектованы. Бригада комплектовалась в основном моряками, прибывшими с Тихоокеанского флота и других флотов.
1 марта 1943 года за проявленную отвагу в боях за Отечество с немецкими захватчиками, за стойкость, мужество, дисциплину и организованность, за героизм личного состава 154-я морская стрелковая бригада была преобразована в 15-ю гвардейскую морскую стрелковую бригаду, а 8 октября того же года она вместе с 11-й гвардейской мсбр (бывшей 66-й мсбр) была обращена на формирование 119-й гвардейской стрелковой дивизии.

## Боевой путь
Боевой путь моряков 154-й мсбр :

Оборона Москвы на Можайском и Волоколамском направлениях, бои под Старой Руссой, Демянском, контрнаступление под Москвой Демянская наступательная операция в ходе которого освобождены Холм, Торопец, Великие Луки, бои под Туапсе, бои на Дону, оборона Сталинграда (Абганерово, Тингута, Бекетовка), Контрнаступление под Сталинградом и окружение 6-й армии фельдмаршала Паулюса, освобождение Калач-на-Дону.

## Состав
1-го Московского отдельного отряда моряков:
- 1-й батальон морской пехоты
- 2-й батальон морской пехоты
- 4-й гвардейский миномётный дивизион реактивных установок (с 26.10.1941 по 28.10.1941)
- 14-й гвардейский миномётный дивизион реактивных установок (с 30.10.1941 по 6.12.1941)
- Противотанковый артиллерийский дивизион (с 30.10.1941)
- Мотоциклетный батальон (с 30.10.1941)
- Отдельная танковая рота (с 7.11.1941)

154-й отдельной морской стрелковой бригады:
- 1-й стрелковый батальон
- 2-й стрелковый батальон
- 3-й стрелковый батальон
- Миномётный батальон
- Противотанковый артиллерийский дивизион
- Отдельный батальон связи
- Разведывательная рота
- Рота автоматчиков
- Рота ПТР
- Сапёрная рота
- Медико-санитарная рота
- Автомобильная рота подвоза

## Подчинение
07.11.1941- 29.01.1942 — Московская зона обороны 

22.01.1942 — 154-я мсбр была включена в состав 3-й Ударной Армии Северо-Западный фронт 

29.01.1942 — 3-я Ударная Армия Калининский фронт 

03.07.1942 — Северо-Кавказский фронт 

19.07.1942 — Юго-Западный фронт 

01.07.1942 — Сталинградский фронт вошла в состав 64-й армии 

10.01.1943 — Донской фронт

## Командование бригады

### Командиры бригады
- Смирнов, Александр Максимович (23.10.1941 — 17.12.1942), полковник (с 30.09.1942 по 18.10.1942 в госпитале);
- Трунин, Василий Фёдорович (30.09.1942 — 18.10.1942), полковой комиссар (ВРИД);
- Мальчевский, Александр Иванович (17.12.1942 — 01.03.1943), майор, подполковник

### Военные комиссары бригады, с 09.10.1942 — заместители командира бригады по политической части
- Владимиров Фёдор Дмитриевич (23.10.1941 — 03.03.1942), батальонный комиссар, полковой комиссар (убит 3.03.1942);
- Алфёров Вячеслав Алексеевич (04.03.1942 — 26.04.1942), батальонный комиссар (ВРИД);
- Трунин Василий Федорович (26.04.1942 — 05.11.1942), старший батальонный комиссар, полковой комиссар;
- Сотников, Александр Тимофеевич (11.1942 — 01.03.1943), подполковник

## Отличившиеся воины
- Васильев Сергей Николаевич, мичман, политрук роты 1-го стрелкового батальона 154-й бригады. (Посмертно)
- Знак № 1 Первое награждение орденом Александра Невского состоялось по Указу ПВС СССР от 5 ноября 1942 г. Знак № 1 получил командир батальона морской пехоты 154-й морской стрелковой бригады старший лейтенант Иван Назарович Рубан.

## Память
- Памятник погибшим морпехам в центре посёлка Павловская Слобода Московской обл.
- Памятник морякам 154-й отдельной морской стрелковой бригады погибшим в боях под Москвой. Демянск.
- Памятник морякам 154-й омсбр в районе Камышинского элеватора под Волгоградом[3].
- Воинское захоронение-мемориал у д. Цемена Новгородской области